# Stella Maris (Norderney)

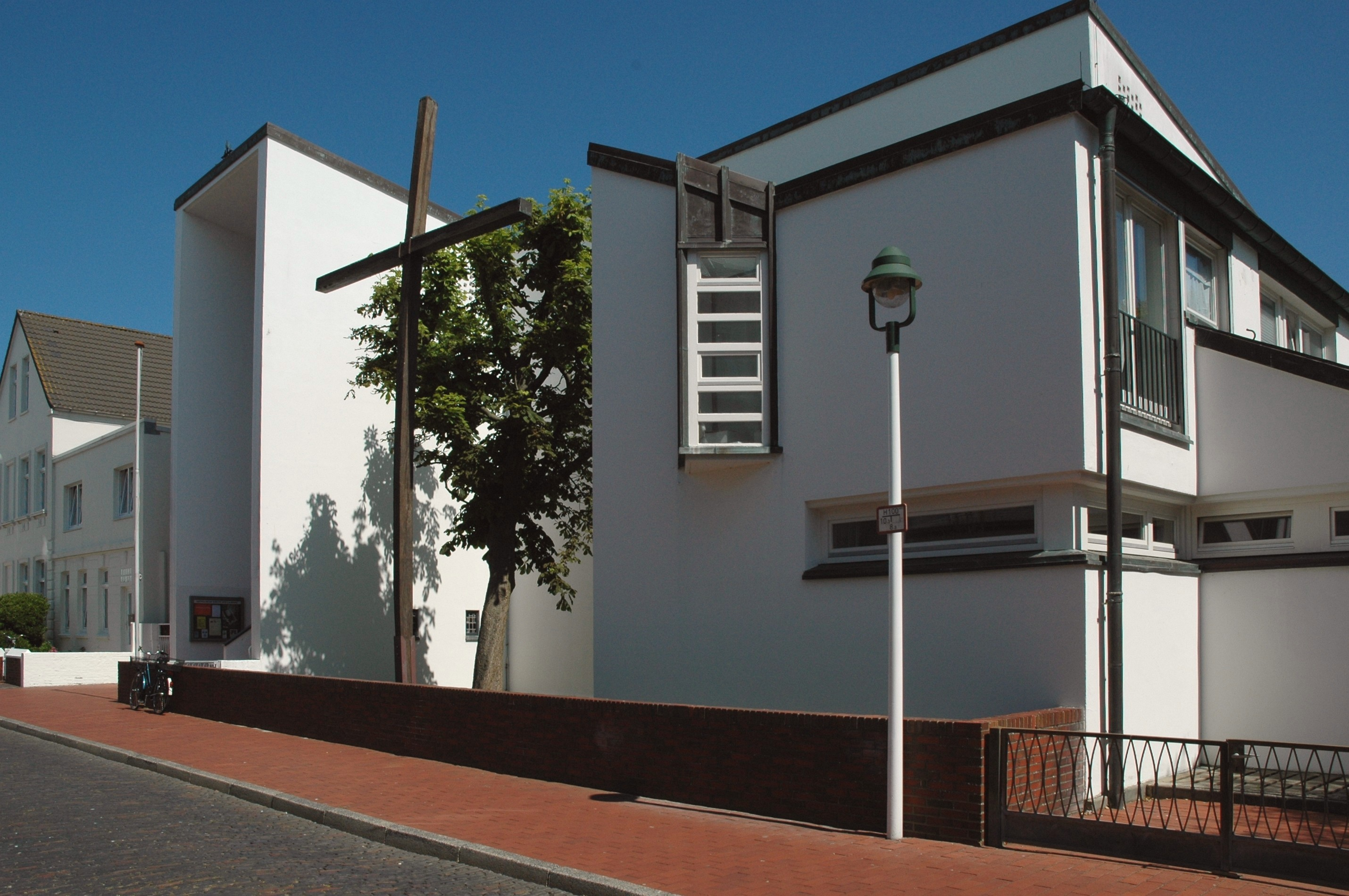
Sommerkirche Stella Maris auf Norderney (2010)

Die römisch-katholische Kirche Stella Maris auf der ostfriesischen Insel Norderney wurde 1931 im Stil der Neuen Sachlichkeit nach den Plänen von Dominikus Böhm erbaut. Sie ist die größte katholische Kirche in Ostfriesland und steht unter Denkmalschutz.

## Geschichte

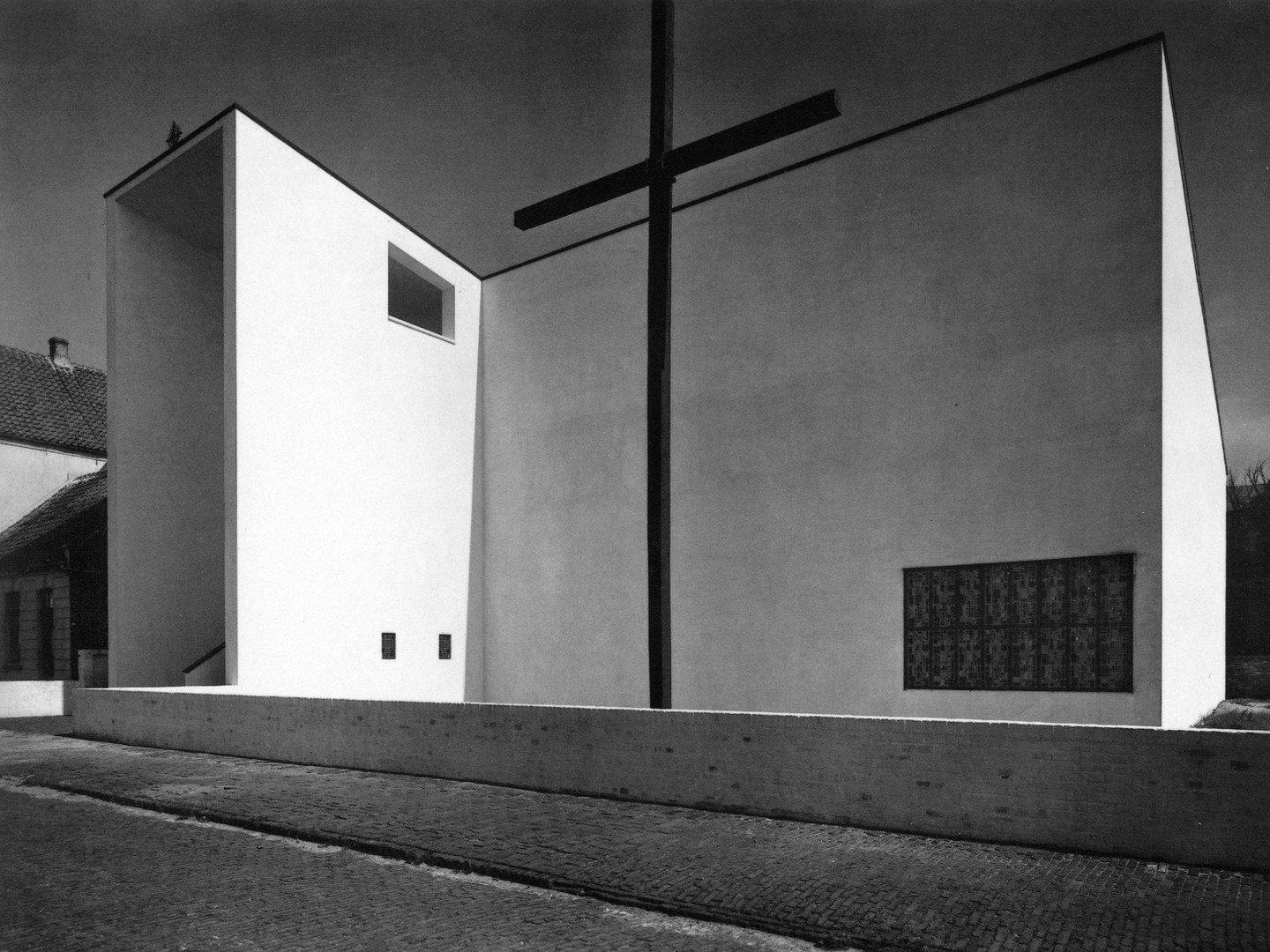
Foto von Hugo Schmölz, 1931

Als die Kirche St. Ludgerus 1884 auf Norderney fertiggestellt wurde, erfolgte auch die Neugründung der römisch-katholischen Kirchengemeinde. Der erste Pfarrer wurde 1909 eingeführt. Als die Gästefrequenz der katholischen Kurgäste und die Anzahl der Kinder in den Erholungsheimen nach dem Ersten Weltkrieg stark anstieg, erhielt die Kirchengemeinde Norderney 1923 den Status einer selbstständigen Kuratiegemeinde. An der Goebenstraße wurde Stella Maris 1931 nach einem Entwurf des Architekten Dominikus Böhm von den Kölner Werkschulen als Filial- und Sommerkirche konzipiert. Ursprünglich war das moderne Gotteshaus als Sommerkirche ohne Heizung konzipiert.
Während des Zweiten Weltkriegs litt das Gebäude unter den Erschütterungen. Hinzu traten Schäden durch teils minderwertige Baumaterialien und die salzhaltige Luft. Die Marmorplatten des Altars waren derart in Mitleidenschaft gezogen, dass der Altar mit Backsteinen neu aufgeführt und mit einer Mensa aus Naturstein abgeschlossen wurde. In den Nachkriegsjahren wuchs die Gemeinde durch den Zuzug von Heimatvertriebenen aus den deutschen Ostgebieten auf über 800 Mitglieder an. 1974 wurde die Kirchengemeinde eine selbstständige Pfarrgemeinde. Aufgrund der zunehmenden Anzahl an Kurgästen in den 1960er und 1970er Jahren wurde von 1978 bis 1980 ein Erweiterungsbau mit Nebenräumen und einer Einliegerwohnung errichtet, der architektonisch aber umstritten blieb. Mit der Altarweihe am 2. Mai 1980 wurden diese Umbaumaßnahmen abgeschlossen. Seitdem ist eine ganzjährige Nutzung des Gebäudes möglich, da eine Heizungsanlage eingebaut und die Raumaufteilung verändert wurde. Nach einer Renovierung im Jahr 1987 kam es von 2006 bis 2008 zu einer grundlegenden Umgestaltung durch den Architekten Bruno Braun aus Düsseldorf, der den Innenraum wieder auf das Konzept von Böhm zurückführte. Altar und Ambo wurden in Anlehnung an den ersten Entwurf wieder aus Sandstein gestaltet.
Heute wird St. Ludgerus als Werktagskirche genutzt und im Winter die sonntägliche Eucharistie in Stella Maris gefeiert. Die Kirchengemeinde umfasst gegenwärtig rund 500 Mitglieder (Stand 2009) und gehört zum Dekanat Ostfriesland im Bistum Osnabrück.

## Baubeschreibung
Architektonisch beschreitet der Bau des Gotteshauses im Stil der Neuen Sachlichkeit neue Wege. Mit ihrer „kühnen Modernität“ setzt sie selbst im deutschen Kirchenbau der Weimarer Zeit einen neuen Maßstab. Gegenüber den sonst üblichen roten Backsteinbauten der ostfriesischen Kirchen zeichnet sich Stella Maris durch die ungewohnte Formen mit großen weißen Putzflächen aus. Nur kleine Fensteröffnungen, ein Rundfenster und zwei Rechteckfenster, lassen Licht in den Innenraum fallen. Ein Pultdach schließt das Gebäude ab. Das Äußere wird durch den vorgezogenen Eingangsbereich an der Straßenseite geprägt, über dem auch das Geläut angebracht ist. Die zwei Bronzeglocken wurden 1970 mit den Schlagtönen h1 und d2 von der Glockengießerei Petit & Gebr. Edelbrock aus Gescher gegossen.

## Ausstattung

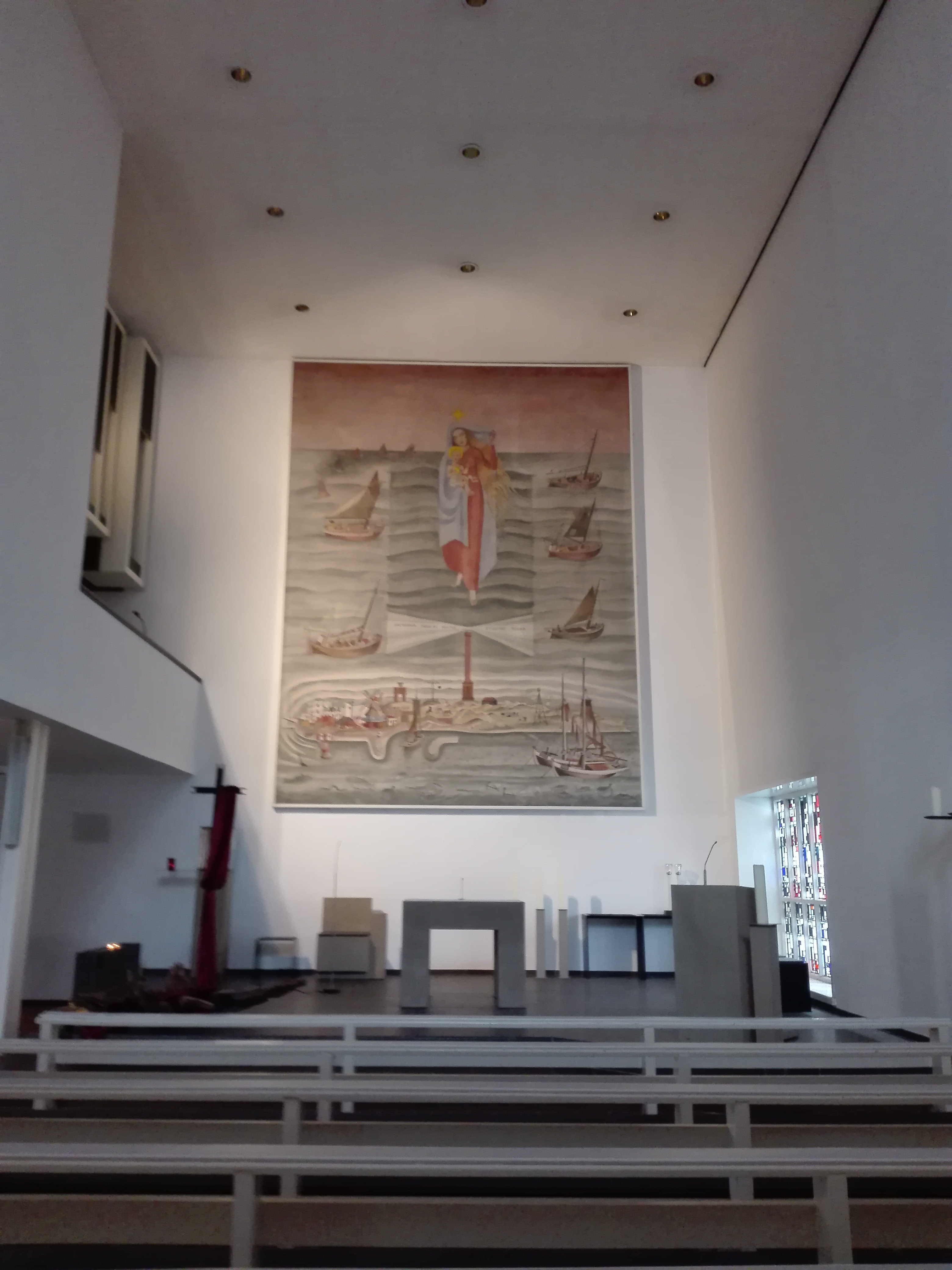
Blick zum Altar (2017)

Das Gotteshaus bietet 700 Gläubigen Raum. Das hohe kubusförmige Hauptschiff und der Chor werden durch eine flache Decke abgeschlossen, die abgewinkelt über das eingerückte, niedrigere Seitenschiff und die Sakristei führt. Drei Stahlträger tragen die Mauerschale, die beide Bereiche voneinander trennt. Über dem Eingang befindet sich eine Empore, die über eine Treppe von außen zugänglich ist. Der Innenraum bleibt wegen der kleinen Fenster in einem mystischen Halbdunkel gehüllt. Durch die Lichtführung wird die zentrale Rolle des Altars unterstrichen, der nach Böhm als christozentrische, mystische Mitte fungieren sollte. Der Maler Richard Seewald, der wie der Architekt Böhm von den Kölner Werkschulen kam, schuf 1931 das große Ölgemälde der Kirchenpatronin Maria „Stella Maris“ über dem Altar. Es zeigt eine stilisierte Ansicht der Insel Norderney mit dem Leuchtturm in der Mitte. Über dessen Lichtstrahlen schreitet die Muttergottes mit dem Kind als Meerstern auf den Betrachter zu. Der Altarbereich ist vom übrigen Kirchenschiff durch drei Stufen und die dunklen Steinplatten abgegrenzt.

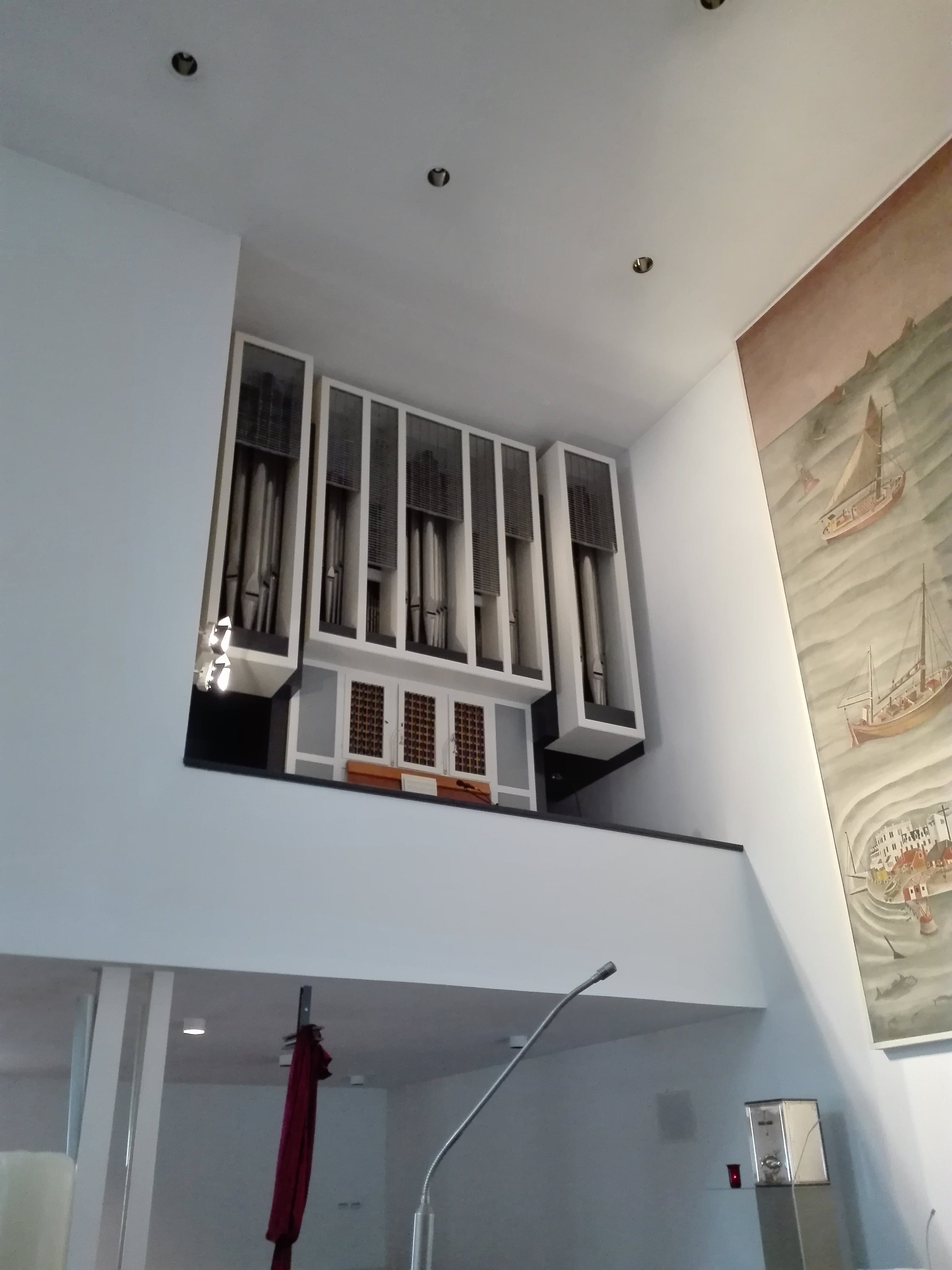
Kreienbrink-Orgel nach der Stilanpassung (2017)

Die Firma Kreienbrink aus Georgsmarienhütte schuf 1969 eine Orgel für die Bremer Herz-Jesu-Kirche. Diese wurde 2010 erworben und im selben Jahr durch den Westfälischen Orgelbau S. Sauer in die Stella-Maris-Kirche eingebaut. 2012 wurde der bis dahin äußerst stilfremd wirkende Orgelprospekt umgebaut und dem Stil des Kirchenraumes angepasst, wobei die Spitztürme des Prospekts durch simple Quader ersetzt und das bis dahin naturbelassene Holz hell gestrichen wurde. Das Schleifladen-Instrument verfügt über 20 Register auf zwei Manualen und Pedal. Die Spieltraktur sind mechanisch, die Registertraktur elektrisch.
| I Hauptwerk C–g3 |                 |       |
| 1.               | Prinzipal       | 8′    |
| 2.               | Spitzgedackt    | 8′    |
| 3.               | Oktave          | 4′    |
| 4.               | Koppelflöte     | 4′    |
| 5.               | Waldflöte       | 2′    |
| 6.               | Sesquialtera II |       |
| 7.               | Mixtur IV–V     | 1 ⁄3′ |
| 8.               | Trompete        | 8′    |
|                  | Tremulant       |       |

| II Brustwerk C–g3 |               |       |
| 9.                | Rohrgedackt   | 8′    |
| 10.               | Quintade      | 8′    |
| 11.               | Gedacktflöte  | 4′    |
| 12.               | Prinzipal     | 2′    |
| 13.               | Sifflöte      | 1 ⁄3′ |
| 14.               | Scharff III   | 2⁄3′  |
| 15.               | Schalmeyregal | 8′    |
|                   | Tremulant     |       |

| Pedal C–f1 |            |     |
| 16.        | Subbaß     | 16′ |
| 17.        | Offenbaß   | 8′  |
| 18.        | Gedacktbaß | 8′  |
| 19.        | Piffaro II | 4′  |
| 20.        | Posaune    | 16′ |